# Olympique Gymnaste Club de Nice Côte d'Azur 2014-2015
Questa voce raccoglie le informazioni riguardanti l'Olympique Gymnaste Club de Nice Côte d'Azur nelle competizioni ufficiali della stagione 2014-2015.

## Stagione
Per stagione 2014-2015 il Nizza partecipa in tre competizioni, ossia Ligue 1, Coupe de France e Coupe de la Ligue, ancora una volta sotto la guida di Claude Puel.

## Rosa
| N. |                      | Ruolo | Calciatore             |
| -- | -------------------- | ----- | ---------------------- |
| 3  | Francia (bandiera)   | D     | Timothée Kolodziejczak |
| 3  | Brasile (bandiera)   | C     | Carlos Eduardo         |
| 5  | Senegal (bandiera)   | D     | Kévin Gomis            |
| 6  | Francia (bandiera)   | C     | Didier Digard          |
| 7  | Belgio (bandiera)    | A     | Julien Vercauteren     |
| 8  | Mali (bandiera)      | C     | Mahamane Traoré        |
| 9  | Francia (bandiera)   | A     | Xavier Pentecôte       |
| 10 | Francia (bandiera)   | C     | Valentin Eysseric      |
| 11 | Francia (bandiera)   | C     | Éric Bauthéac          |
| 12 | Argentina (bandiera) | A     | Darío Cvitanich        |
| 13 | Francia (bandiera)   | C     | Niklas Hult            |
| 14 | Francia (bandiera)   | C     | Jérémy Pied            |
| 14 | Francia (bandiera)   | A     | Alassane Pléa          |
| 15 | Francia (bandiera)   | D     | Grégoire Puel          |

| N. |                       | Ruolo | Calciatore               |
| -- | --------------------- | ----- | ------------------------ |
| 16 | Francia (bandiera)    | P     | Simon Pouplin            |
| 18 | Francia (bandiera)    | A     | Neal Maupay              |
| 20 | Senegal (bandiera)    | D     | Souleymane Diawara       |
| 21 | Gabon (bandiera)      | D     | Lloyd Palun              |
| 22 | Francia (bandiera)    | C     | Nampalys Mendy           |
| 23 | Francia (bandiera)    | A     | Alexy Bosetti            |
| 24 | Francia (bandiera)    | C     | Mathieu Bodmer           |
| 25 | Haiti (bandiera)      | D     | Romain Genevois          |
| 27 | Madagascar (bandiera) | C     | Stéphan Raheriharimanana |
| 27 | Francia (bandiera)    | C     | Bryan Constant           |
| 28 | Francia (bandiera)    | C     | Fabien Dao Castellana    |
| 33 | Francia (bandiera)    | D     | Jordan Amavi             |
| 34 | Senegal (bandiera)    | D     | Moussa M'Bow             |
| 40 | Francia (bandiera)    | P     | Mouez Hassen             |

## Calciomercato

### Sessione estiva(dal 10/6 all'1/9)
| Acquisti | Acquisti           | Acquisti        | Acquisti               |
| R.       | Nome               | da              | Modalità               |
| -------- | ------------------ | --------------- | ---------------------- |
| P        | Joris Delle        | Cercle Bruges   | fine prestito          |
| P        | Simon Pouplin      |                 | svincolato             |
| D        | Souleymane Diawara |                 | svincolato             |
| C        | Carlos Eduardo     | Porto           | prestito               |
| C        | Niklas Hult        | Elfsborg        | definitivo (800.000 €) |
| A        | Alassane Pléa      | Olympique Lione | definitivo (500.000 €) |
| A        | Julien Vercauteren | Lierse          | definitivo             |
| A        | Stéphane Bahoken   | St. Mirren      | fine prestito          |

| Cessioni | Cessioni               | Cessioni          | Cessioni                 |
| R.       | Nome                   | a                 | Modalità                 |
| -------- | ---------------------- | ----------------- | ------------------------ |
| P        | David Ospina           | Arsenal           | definitivo (4 milioni €) |
| D        | Timothée Kolodziejczak | Siviglia          | definitivo (4 milioni €) |
| D        | Nemanja Pejčinović     |                   | svincolato               |
| D        | Lucas Rougeaux         | Fréjus St-Raphaël | prestito                 |
| C        | Christian Brüls        | Gent              | fine prestito            |
| C        | Fabrice Abriel         |                   | svincolato               |
| C        | Luigi Bruins           |                   | svincolato               |
| C        | Alexandre Mendy        | Nîmes             | prestito                 |
| C        | Jérémy Pied            | Nizza             | prestito                 |
| A        | Jordan Astier          | Fréjus St-Raphaël | prestito                 |
| A        | Stéphane Bahoken       | Strasburgo        | prestito                 |

### Sessione invernale(dal 3/1 al 2/2)
| Acquisti | Acquisti | Acquisti | Acquisti |
| R.       | Nome     | da       | Modalità |
| -------- | -------- | -------- | -------- |

| Cessioni | Cessioni        | Cessioni | Cessioni   |
| R.       | Nome            | a        | Modalità   |
| -------- | --------------- | -------- | ---------- |
| A        | Darío Cvitanich | Pachuca  | definitivo |

## Risultati

### Ligue 1

#### Girone d'andata
| Arbitro: | Schneider |

|                                |           |                                |
| Cvitanich 23’, 62’ Bosetti 68’ | Marcatori | 44’ Braithwaite 45’ Ben Yedder |

| Lorient 16 agosto 2014, ore 20:00 CEST 2ª giornata | Lorient | 0 – 0 referto | Nizza | Stade du Moustoir (13.885 spett.)\| Arbitro: \| Ennjimi \| |
| Arbitro:                                           | Ennjimi |               |       |                                                            |

| Arbitro: | Lannoy |

|             |           |                                                 |
| Bosetti 11’ | Marcatori | 33’ (rig.) Diabaté 47’ Maurice-Belay 55’ Sertic |

| Arbitro: | Varela |

|                                        |           |  |
| Payet 19’, 48’ Thauvin 45’ Barrada 88’ | Marcatori |  |

| Arbitro: | Chapron |

|               |           |  |
| Bosetti 90+4’ | Marcatori |  |

| Arbitro: | Turpin |

|                              |           |           |
| Amavi 9’ (aut.) Shechter 43’ | Marcatori | 70’ Amavi |

| Arbitro: | Millot |

|            |           |  |
| Bodmer 41’ | Marcatori |  |

| Arbitro: | Buquet |

|  |           |                   |
|  | Marcatori | 7’ Carlos Eduardo |

| Arbitro: | Bien |

|             |           |            |
| Palun 90+2’ | Marcatori | 72’ Hilton |

| Arbitro: | Ennjimi |

|  |           |           |
|  | Marcatori | 51’ Ayité |

| Arbitro: | Turpin |

|                         |           |                                                                |
| Beauvue 8’ Schwartz 70’ | Marcatori | 12’, 26’, 43’, 50’, 64’ Carlos Eduardo 45+1’ Pléa 72’ Bauthéac |

| Arbitro: | Delerue |

|          |           |                                     |
| Puel 51’ | Marcatori | 64’ Malbranque 80’, 90+4’ Lacazette |

| Arbitro: | Rainville |

|          |           |  |
| Wass 76’ | Marcatori |  |

| Nizza 22 novembre 2014, ore 20:00 CET 14ª giornata | Nizza | 0 – 0 referto | Stade Reims | Allianz Riviera (15.207 spett.)\| Arbitro: \| Kalt \| |
| Arbitro:                                           | Kalt  |               |             |                                                       |

| Arbitro: | Desiage |

|                        |           |  |
| Ibrahimović 15’ (rig.) | Marcatori |  |

| Arbitro: | Castro |

|               |           |                        |
| Cvitanich 83’ | Marcatori | 12’ Ntep 49’ Konradsen |

| Arbitro: | Turpin |

|                               |           |                                        |
| Duhamel 39’ (rig.) Nangis 45’ | Marcatori | 32’ Amavi 64’ (rig.) Bauthéac 74’ Pléa |

| Nizza 14 dicembre 2014, ore 17:00 CET 18ª giornata | Nizza    | 0 – 0 referto | Saint-Étienne | Allianz Riviera (18.493 spett.)\| Arbitro: \| Jaffredo \| |
| Arbitro:                                           | Jaffredo |               |               |                                                           |

| Arbitro: | Desiage |

|                           |           |  |
| Cyprien 38’ Coulibaly 86’ | Marcatori |  |

#### Girone di ritorno
| Arbitro: | Bien |

|                                                    |           |            |
| Bauthéac 30’ (rig.) Bosetti 60’ Carlos Eduardo 67’ | Marcatori | 6’ Jeannot |

| Arbitro: | Millot |

|                  |           |                    |
| Rolán 33’ (rig.) | Marcatori | 66’ Amavi 90’ Pléa |

| Arbitro: | Gautier |

|                       |           |             |
| Genevois 47’ Hult 73’ | Marcatori | 77’ Thauvin |

| Metz 31 gennaio 2015, ore 20:00 CET 23ª giornata | Metz   | 0 – 0 referto | Nizza | Stade Saint-Symphorien (15.115 spett.)\| Arbitro: \| Lesage \| |
| Arbitro:                                         | Lesage |               |       |                                                                |

| Nizza 8 febbraio 2015, ore 17:00 CET 24ª giornata | Nizza   | 0 – 0 referto | Nantes | Allianz Riviera (18.062 spett.)\| Arbitro: \| Chapron \| |
| Arbitro:                                          | Chapron |               |        |                                                          |

| Villeneuve d'Ascq 14 febbraio 2015, ore 20:00 CEST 25ª giornata | Lilla  | 0 – 0 referto | Nizza | Stade Pierre-Mauroy (35.053 spett.)\| Arbitro: \| Varela \| |
| Arbitro:                                                        | Varela |               |       |                                                             |

| Arbitro: | Bastien |

|  |           |           |
|  | Marcatori | 85’ Silva |

| Montpellier 27 febbraio 2015, ore 17:00 CET 27ª giornata | Montpellier | – | Nizza | Stade de la Mosson |

| Furiani 7 marzo 2015, ore 20:00 CET 28ª giornata | Bastia | – | Nizza | Stade Armand Cesari |

| Nizza 14 marzo 2015, ore ? CET 29ª giornata | Nizza | – | Guingamp | Allianz Riviera |

| Lione 21 marzo 2015, ore ? CET 30ª giornata | Olympique Lione | – | Nizza | Stade de Gerland |

| Nizza 4 aprile 2015, ore ? CEST 31ª giornata | Nizza | – | Évian TG | Allianz Riviera |

| Reims 12 aprile 2015, ore ? CEST 32ª giornata | Stade Reims | – | Nizza | Stade Auguste Delaune |

| Nizza 18 aprile 2015, ore ? CEST 33ª giornata | Nizza | – | Paris Saint-Germain | Allianz Riviera |

| Rennes 25 aprile 2015, ore ? CEST 34ª giornata | Rennes | – | Nizza | Stade de la Route de Lorient |

| Nizza 3 maggio 2015, ore ? CEST 35ª giornata | Nizza | – | Caen | Allianz Riviera |

| Saint-Étienne 9 maggio 2015, ore ? CEST 36ª giornata | Saint-Étienne | – | Nizza | Stade Geoffroy-Guichard |

| Nizza 16 maggio 2015, ore ? CEST 37ª giornata | Nizza | – | Lens | Allianz Riviera |

| Tolosa 23 maggio 2015, ore ? CEST 38ª giornata | Tolosa | – | Nizza | Stadium Municipal |

## Coppa di Francia

### Fase a eliminazione diretta
| Arbitro: | Bastien |

|                          |           |  |
| Coulibaly 11’ Poepon 44’ | Marcatori |  |

## Coppa di Lega

### Fase a eliminazione diretta
| Arbitro: | Buquet |

|                                             |                      |                                    |
| Maupay 20’ Bosetti 37’ Cvitanich 88’ (rig.) | Marcatori            | 5’ Palomino 13’ N'Gbakoto 17’ Vion |
| Bodmer Cvitanich Plèa Eysseric Bosetti      | Tiri di rigore 2 – 3 | Malouda Doukouré Marchal Palomino  |

## Statistiche
Aggiornate al 20 febbraio 2015

### Statistiche di squadra
| Competizione     | Punti | In casa | In casa | In casa | In casa | In casa | In casa | In trasferta | In trasferta | In trasferta | In trasferta | In trasferta | In trasferta | Totale | Totale | Totale | Totale | Totale | Totale | DR |
| Competizione     | Punti | G       | V       | N       | P       | Gf      | Gs      | G            | V            | N            | P            | Gf           | Gs           | G      | V      | N      | P      | Gf     | Gs     | DR |
| ---------------- | ----- | ------- | ------- | ------- | ------- | ------- | ------- | ------------ | ------------ | ------------ | ------------ | ------------ | ------------ | ------ | ------ | ------ | ------ | ------ | ------ | -- |
| Ligue 1          | 34    | 14      | 5       | 4       | 5       | 14      | 15      | 12           | 4            | 3            | 5            | 14           | 15           | 26     | 9      | 7      | 10     | 28     | 30     | -2 |
| Coppa di Francia | -     | -       | -       | -       | -       | -       | -       | 1            | 0            | 0            | 1            | 0            | 2            | 1      | 0      | 0      | 1      | 0      | 2      | -2 |
| Coppa di Lega    | -     | 1       | 0       | 1       | 0       | 3       | 3       | -            | -            | -            | -            | -            | -            | 1      | 0      | 1      | 0      | 3      | 3      | 0  |
| Totale           | -     | 15      | 5       | 5       | 5       | 17      | 18      | 13           | 4            | 3            | 6            | 14           | 17           | 28     | 9      | 8      | 11     | 31     | 35     | -4 |

### Andamento in campionato
| Giornata  | 1 | 2 | 3 | 4  | 5  | 6  | 7  | 8 | 9  | 10 | 11 | 12 | 13 | 14 | 15 | 16 | 17 | 18 | 19 | 20 | 21 | 22 | 23 | 24 | 25 | 26 | 27 | 28 | 29 | 30 | 31 | 32 | 33 | 34 | 35 | 36 | 37 | 38 |
| --------- | - | - | - | -- | -- | -- | -- | - | -- | -- | -- | -- | -- | -- | -- | -- | -- | -- | -- | -- | -- | -- | -- | -- | -- | -- | -- | -- | -- | -- | -- | -- | -- | -- | -- | -- | -- | -- |
| Luogo     | C | T | C | T  | C  | T  | C  | T | C  | C  | T  | C  | T  | C  | T  | C  | T  | C  | T  | C  | T  | C  | T  | C  | T  | C  | T  | T  | C  | T  | C  | T  | C  | T  | C  | T  | C  | T  |
| Risultato | V | N | P | P  | V  | P  | V  | V | N  | P  | V  | P  | P  | N  | P  | P  | V  | N  | P  | V  | V  | V  | N  | N  | N  | P  |    |    |    |    |    |    |    |    |    |    |    |    |
| Posizione | 4 | 4 | 9 | 16 | 11 | 17 | 12 | 8 | 11 | 12 | 7  | 10 | 12 | 11 | 11 | 14 | 11 | 11 | 11 | 12 | 10 | 8  | 8  | 8  | 9  |    |    |    |    |    |    |    |    |    |    |    |    |    |

Fonte:  Classements, su lfp.fr, LFP.
Legenda:

Luogo: C = Casa; T = Trasferta. Risultato: V = Vittoria; N = Pareggio; P = Sconfitta.

### Statistiche dei giocatori
| Giocatore        | Ligue 1  | Ligue 1 | Ligue 1     | Ligue 1    | Coppa di Francia Coppa di Lega | Coppa di Francia Coppa di Lega | Coppa di Francia Coppa di Lega | Coppa di Francia Coppa di Lega | Totale   | Totale | Totale      | Totale     |
| Giocatore        | Presenze | Reti    | Ammonizioni | Espulsioni | Presenze                       | Reti                           | Ammonizioni                    | Espulsioni                     | Presenze | Reti   | Ammonizioni | Espulsioni |
| ---------------- | -------- | ------- | ----------- | ---------- | ------------------------------ | ------------------------------ | ------------------------------ | ------------------------------ | -------- | ------ | ----------- | ---------- |
| Albert           | 0        | 0       | 0           | 0          | 0                              | 0                              | 0                              | 0                              | 0        | 0      | 0           | 0          |
| J. Amavi         | 26       | 3       | 5           | 0          | 1+0                            | 0                              | 0                              | 0                              | 27       | 3      | 5           | 0          |
| E. Bauthéac      | 24       | 3       | 7           | 0          | 1+1                            | 0                              | 0                              | 0                              | 26       | 3      | 7           | 0          |
| M. Bodmer        | 13       | 1       | 3           | 0          | 1+1                            | 0                              | 1+0                            | 0                              | 15       | 1      | 4           | 0          |
| A. Bosetti       | 18       | 4       | 2           | 0          | 1+1                            | 0+1                            | 0                              | 0                              | 20       | 5      | 2           | 0          |
| Y. Cardinale     | 0        | 0       | 0           | 0          | -                              | -                              | -                              | -                              | 0        | 0      | 0           | 0          |
| Carlos Eduardo   | 20       | 7       | 0           | 1          | -                              | -                              | -                              | -                              | 20       | 7      | 0           | 1          |
| F. Castellana    | -        | -       | -           | -          | -                              | -                              | -                              | -                              | -        | -      | -           | -          |
| B. Constant      | 2        | 0       | 0           | 0          | -                              | -                              | -                              | -                              | 2        | 0      | 0           | 0          |
| D. Cvitanich     | 9        | 3       | 0           | 0          | 0+1                            | 0+1                            | 0                              | 0                              | 10       | 4      | 0           | 0          |
| S. Diawara       | 12       | 0       | 3           | 0          | 0+1                            | 0                              | 0                              | 0                              | 13       | 0      | 3           | 0          |
| D. Digard        | 7        | 0       | 1           | 0          | 1+1                            | 0                              | 0                              | 0                              | 9        | 0      | 1           | 0          |
| V. Eysseric      | 26       | 0       | 3           | 0          | 1+1                            | 0                              | 0                              | 0                              | 28       | 0      | 3           | 0          |
| R. Genevois      | 24       | 1       | 2           | 0          | 1+0                            | 0                              | 0                              | 0                              | 25       | 1      | 2           | 0          |
| K. Gomis         | 11       | 0       | 4           | 1          | 0                              | 0                              | 0                              | 0                              | 11       | 0      | 4           | 1          |
| M. Hassen        | 23       | -26     | 2           | 0          | 1+0                            | -2-0                           | 0                              | 0                              | 24       | -28    | 2           | 0          |
| F. Honorat       | 3        | 0       | 1           | 0          | -                              | -                              | -                              | -                              | 3        | 0      | 1           | 0          |
| N. Hult          | 21       | 1       | 2           | 0          | 1+0                            | 0                              | 0                              | 0                              | 22       | 1      | 2           | 0          |
| V. Koziello      | 3        | 0       | 1           | 0          | 0+1                            | 0                              | 0                              | 0                              | 4        | 0      | 1           | 0          |
| T. Kolodziejczak | -        | -       | -           | -          | -                              | -                              | -                              | -                              | -        | -      | -           | -          |
| N. Maupay        | 7        | 0       | 0           | 1          | 1+1                            | 0+1                            | 0                              | 0                              | 9        | 1      | 0           | 1          |
| N. Mendy         | 25       | 0       | 5           | 0          | 1+1                            | 0                              | 0                              | 0                              | 27       | 0      | 5           | 0          |
| M. M'Bow         | -        | -       | -           | -          | -                              | -                              | -                              | -                              | -        | -      | -           | -          |
| D. Ospina        | -        | -       | -           | -          | -                              | -                              | -                              | -                              | -        | -      | -           | -          |
| L. Palun         | 15       | 1       | 4           | 0          | 1+1                            | 0                              | 0+1                            | 0                              | 17       | 1      | 5           | 0          |
| S. Pouplin       | 3        | -4      | 0           | 0          | 0+1                            | 0-3                            | 0                              | 0                              | 4        | -4     | 0           | 0          |
| A. Pléa          | 22       | 3       | 5           | 0          | 1+1                            | 0                              | 0                              | 0                              | 24       | 3      | 5           | 0          |
| J. Pied          | 2        | 0       | 0           | 0          | -                              | -                              | -                              | -                              | 2        | 0      | 0           | 0          |
| G. Puel          | 19       | 1       | 3           | 0          | 0+1                            | 0                              | 0                              | 0                              | 20       | 1      | 3           | 0          |
| P. Puel          | 1        | 0       | 0           | 0          | -                              | -                              | -                              | -                              | 1        | 0      | 0           | 0          |
| A. Rafetraniaina | 14       | 0       | 2           | 0          | -                              | -                              | -                              | -                              | 14       | 0      | 2           | 0          |
| X. Pentecôte     | -        | -       | -           | -          | -                              | -                              | -                              | -                              | -        | -      | -           | -          |
| S. Thioub        | 2        | 0       | 0           | 0          | -                              | -                              | -                              | -                              | 2        | 0      | 0           | 0          |
| M. Traoré        | -        | -       | -           | -          | -                              | -                              | -                              | -                              | -        | -      | -           | -          |
| J. Vercauteren   | 8        | 0       | 1           | 0          | 1+0                            | 0                              | 0                              | 0                              | 9        | 0      | 1           | 0          |